# ریشارد باچیارلی
ریشارد باچیارِلی (لهستانی: Ryszard Bacciarelli؛ ‏ ۸ ژانویه ۱۹۲۸ – ۲۲ ژوئن ۲۰۲۱) بازیگر اهل لهستان است.
از فیلم‌ها یا مجموعه‌های تلویزیونی که وی در آن‌ها نقش داشته‌است، می‌توان به در خوشی و سختی، هفت آرزو، خانه، عملیات زرادخانه، سربازان آزادی، زخم، واترلو، روز پنجم و اروییکا اشاره نمود.